# Oumar Tatam Ly
Oumar Tatam Ly (Parigi, 28 novembre 1963) è un politico maliano.
È stato Primo ministro del Mali dal settembre 2013 all'aprile 2014.